# Liste der denkmalgeschützten Objekte in Pöls-Oberkurzheim
Die Liste der denkmalgeschützten Objekte in Pöls-Oberkurzheim enthält die 19 denkmalgeschützten, unbeweglichen Objekte der Gemeinde Pöls-Oberkurzheim im steirischen Bezirk Murtal.

## Denkmäler
| Foto |                 | Denkmal                                                                                                   | Standort                                             | Beschreibung | Metadaten |
| ---- | --------------- | --- | ---------------------------------------------------- | --- | --- |
| ja   | Datei hochladen | Kath. Pfarrkirche hl. Margaretha HERIS-ID: 50958 Objekt-ID: 56487                                         | Allerheiligen 5 Standort KG: Allerheiligen           | Urkundlich wurde 1160 eine Kirche genannt. Die anfangs auf die heilige Margaretha geweihte Kirche wurde 1450 auf Allerheiligen geweiht. Die Kirche war bis 1786 eine Filiale von Pöls, dann Lokalkaplanei, und wurde 1892 Pfarrkirche. Der spätgotische Umbau und Neubau war um 1450. Die neugotische Außengestaltung und der Turm ist aus 1863. | BDA-Hist.: Q24247447 Status: § 2a Stand der BDA-Liste: 2025-06-30 Name: Kath. Pfarrkirche hl. Margaretha GstNr.: .69 Pfarrkirche Allerheiligen bei Pöls                        |
| ja   | Datei hochladen | Pfarrhof mit Mesnerhaus HERIS-ID: 77886 Objekt-ID: 91521                                                  | Allerheiligen 6 Standort KG: Allerheiligen           | | BDA-Hist.: Q38150746 Status: § 2a Stand der BDA-Liste: 2025-06-30 Name: Pfarrhof mit Mesnerhaus GstNr.: .20 Pfarrhof mit Mesnerhaus in Allerheiligen bei Pöls                  |
| ja   | Datei hochladen | Schloss Gusterheim HERIS-ID: 77858 Objekt-ID: 91492seit 2017                                              | Gusterheimer Weg 2 Standort KG: Allerheiligen        | Das Schloss wurde 1661–1663 durch Johann Christian Payrlechner erbaut und gehört seit 1698 den Schwarzenberg. Umbauten erfolgten 1835, eine Restaurierung 1972. Das Schloss ist ein einfacher langgestreckter zweigeschoßiger Bau mit zwei kleinen Innenhöfen, der Turm an der Ostseite trägt eine barocke Haube. | BDA-Hist.: Q38150599 Status: Bescheid Stand der BDA-Liste: 2025-06-30 Name: Schloss Gusterheim GstNr.: .1, 2/1 Schloss Gusterheim                                              |
| ja   | Datei hochladen | Friedhof HERIS-ID: 77895 Objekt-ID: 91530                                                                 | bei Allerheiligen 6 Standort KG: Allerheiligen       | | BDA-Hist.: Q38150782 Status: § 2a Stand der BDA-Liste: 2025-06-30 Name: Friedhof GstNr.: 113 Friedhof Allerheiligen (Pöls-Oberkurzheim)                                        |
| ja   | Datei hochladen | Ofner’sche Friedhofskapelle HERIS-ID: 206298seit 2021                                                     | bei Allerheiligen 6 Standort KG: Allerheiligen       | | BDA-Hist.: Q107690021 Status: Bescheid Stand der BDA-Liste: 2025-06-30 Name: Ofner'sche Friedhofskapelle GstNr.: 113                                                           |
| ja   | Datei hochladen | Ruine Offenburg HERIS-ID: 58535 Objekt-ID: 69248                                                          | Offenburg 11, südwestlich Standort KG: Allerheiligen | Die in der zweiten Hälfte des 11. Jahrhunderts gegründete Offenburg wurde nach einem Brand im Jahre 1590 nicht mehr aufgebaut. Von der romanischen und gotischen Anlage sind nur noch geringe Reste erhalten. | BDA-Hist.: Q38083950 Status: § 57-Mandatsbescheid Stand der BDA-Liste: 2025-06-30 Name: Ruine Offenburg GstNr.: 460/1                                                          |
| ja   | Datei hochladen | Ehem. Landgericht, sog. Steinhaus HERIS-ID: 77846 Objekt-ID: 91479seit 2015                               | Fohnsdorfer Straße 17 Standort KG: Pöls              | | BDA-Hist.: Q38150575 Status: Bescheid Stand der BDA-Liste: 2025-06-30 Name: Ehem. Landgericht, sog. Steinhaus GstNr.: 338 Steinhaus Pöls                                       |
| ja   | Datei hochladen | Wohnhaus HERIS-ID: 77836 Objekt-ID: 91469                                                                 | Hammerplatz 1 Standort KG: Pöls                      | | BDA-Hist.: Q38150550 Status: § 2a Stand der BDA-Liste: 2025-06-30 Name: Wohnhaus GstNr.: .15/1 Wohnhaus Hammerplatz 1, Pöls                                                    |
| ja   | Datei hochladen | Pfarrhof HERIS-ID: 51749 Objekt-ID: 57504                                                                 | Hauptplatz 1 Standort KG: Pöls                       | Der Pfarrhof ist im Kern gotisch, im Hof befindet sich noch das rundbogige breite ehemalige Einfahrtsportal mit dem Wappen und der Inschrift des Pfarrers Hanns Duster aus dem Jahre 1451. Der heutige stattliche Bau ist zweigeschoßig und stammt laut der Bauinschrift im Stiegenhaus aus dem Jahre 1867. | BDA-Hist.: Q38047354 Status: § 2a Stand der BDA-Liste: 2025-06-30 Name: Pfarrhof GstNr.: .5 Pfarrhof Pöls                                                                      |
| ja   | Datei hochladen | Flur-/Wegkapelle HERIS-ID: 77834 Objekt-ID: 91467                                                         | Standort KG: Pöls                                    | | BDA-Hist.: Q38150538 Status: § 2a Stand der BDA-Liste: 2025-06-30 Name: Flur-/Wegkapelle GstNr.: 625                                                                           |
| ja   | Datei hochladen | Kath. Pfarrkirche Mariä Himmelfahrt und Friedhof HERIS-ID: 51750 Objekt-ID: 57505                         | Hauptplatz 3 Standort KG: Pöls                       | Die Kirche Mariä Himmelfahrt wurde im 12. Jahrhundert als dreischiffige Pfeilerbasilika erbaut und später teilweise gotisiert (Anbau eines gotischen Chores) bzw. im Inneren barockisiert. | BDA-Hist.: Q38047366 Status: § 2a Stand der BDA-Liste: 2025-06-30 Name: Kath. Pfarrkirche Mariä Himmelfahrt und Friedhof GstNr.: .8/2, 348 Pfarrkirche Mariä Himmelfahrt, Pöls |
| ja   | Datei hochladen | ehem. Kirchhof und Karner HERIS-ID: 51751 Objekt-ID: 57506                                                | Standort KG: Pöls                                    | Der romanische, zweigeschoßige Rundkarner im Kirchhof hat auf seiner östlichen Seite eine halbrunde Apsis, der Dachreiter ist achtseitig. Der Karner ist mit Holzschindeln gedeckt. | BDA-Hist.: Q38047378 Status: § 2a Stand der BDA-Liste: 2025-06-30 Name: ehem. Kirchhof und Karner GstNr.: .8/1 Karner Pöls                                                     |
| BW   | Datei hochladen | Hallstattzeitliche Höhensiedlung mit Grabhügeln am Falkenberg HERIS-ID: 112968 Objekt-ID: 131193seit 2019 | Standort KG: Thalheim                                | In der hallstattzeitlichen Siedlung wurden Einzelfunde sichergestellt, unter anderm eine Fibel japodischen Typs. Anmerkung: Die Höhensiedlung erstreckt sich über die Gemeinden Pöls-Oberkurzheim und Judenburg (mit den Katastralgemeinden Tiefenbach und Waltersdorf). | BDA-Hist.: Q105646848 Status: Bescheid Stand der BDA-Liste: 2025-06-30 Name: Hallstattzeitliche Höhensiedlung mit Grabhügeln am Falkenberg GstNr.: 512                         |
| ja   | Datei hochladen | Schloss Sauerbrunn HERIS-ID: 37496 Objekt-ID: 36658                                                       | Sauerbrunnstraße 3 Standort KG: Thalheim             | Das Schloss Sauerbrunn wurde 1547 bis 1552 von Franz Teuffenbach über einer Sauerbrunnquelle erbaut und von ihm im Jahre 1567 zu einer Spitals- und Armenhausstiftung umgewandelt. Der Nord- und Westtrakt sind teilweise abgetragen, der basteiartige Turm an der Südecke trägt ein Zeltdach und wurde um 1600 erbaut. Auf der Ostseite über dem rundbogigen Einfahrtsportal prangt das Wappen Teuffenbachs. Im ersten Obergeschoß ist eine hölzerne Kassettendecke erhalten. | BDA-Hist.: Q21865367 Status: Bescheid Stand der BDA-Liste: 2025-06-30 Name: Schloss Sauerbrunn GstNr.: .3/1 Schloss Sauerbrunn, Pöls                                           |
| ja   | Datei hochladen | Sog. Sternschanze HERIS-ID: 37497 Objekt-ID: 36659                                                        | Sauerbrunnstraße 6, gegenüber Standort KG: Thalheim  | Oberhalb von Schloss Sauerbrunn steht die dreigeschoßige Anlage in Gestalt eines vierzackigen Sterns. Der wehrhafte Renaissancecharakter wird durch zwei später aufgesetzte Walmdächer beeinträchtigt. | BDA-Hist.: Q37975852 Status: Bescheid Stand der BDA-Liste: 2025-06-30 Name: Sog. Sternschanze GstNr.: .4 Sternschanze Pöls                                                     |
| ja   | Datei hochladen | Flur-/Wegkapelle HERIS-ID: 79168 Objekt-ID: 92839                                                         | bei Winden 11 Standort KG: Unterzeiring              | | BDA-Hist.: Q38153909 Status: § 2a Stand der BDA-Liste: 2025-06-30 Name: Flur-/Wegkapelle GstNr.: .37                                                                           |
| ja   | Datei hochladen | Sog. Römerbrücke HERIS-ID: 79163 Objekt-ID: 92834                                                         | Standort KG: Unterzeiring                            | Anmerkung: Die Römerbrücke verbindet die Gemeinden Oberzeiring und Pöls-Oberkurzheim, KG Unterzeiring über den Blahbach. | BDA-Hist.: Q38153899 Status: § 2a Stand der BDA-Liste: 2025-06-30 Name: Sog. Römerbrücke GstNr.: 1034, 1031 Römerbrücke Oberzeiring                                            |
| ja   | Datei hochladen | Sog. Hochgericht im Birkachwald HERIS-ID: 79161 Objekt-ID: 92831                                          | Standort KG: Unterzeiring                            | | BDA-Hist.: Q38153891 Status: Bescheid Stand der BDA-Liste: 2025-06-30 Name: Sog. Hochgericht im Birkachwald GstNr.: .134, 1054 Hochgericht, Unterzeiring                       |
| BW   | Datei hochladen | Befestigte urgeschichtliche Höhensiedlung auf dem Gerschkogel HERIS-ID: 113207 Objekt-ID: 131467seit 2019 | Standort KG: Unterzeiring                            | Die Höhensiedlung erstreckt sich über Hänge des Gerschkogels in den Gemeinden Pöls-Oberkurzheim und Sankt Georgen ob Judenburg (Beschreibung siehe dort). | BDA-Hist.: Q105647034 Status: Bescheid Stand der BDA-Liste: 2025-06-30 Name: Befestigte urgeschichtliche Höhensiedlung auf dem Gerschkogel GstNr.: 422, 420/2, 421, 426        |